# Grundkapital
Grundkapital ist in Deutschland bei aktienrechtlich organisierten Kapitalgesellschaften die von den Aktionären aufzubringende Kapitalbeteiligung.
Das in Aktien zerlegte Grundkapital einer Aktiengesellschaft wird als Aktienkapital bezeichnet.

## Allgemeines
Kapitalgesellschaften, bei denen das gezeichnete Kapital Grundkapital genannt wird, sind die Aktiengesellschaft (AG), die Kommanditgesellschaft auf Aktien (KGaA) und die Europäische Gesellschaft (SE). Nur bei der Gesellschaft mit beschränkter Haftung (GmbH) wird nicht von Grundkapital, sondern von Stammkapital gesprochen. Im Grundkapital sind alle emittierten (ausgegebenen) Stamm- und Vorzugsaktien erfasst.

## Rechtsgrundlagen
Das Grundkapital ist in Aktien zerlegt (§ 1 Abs. 2 AktG), betragsmäßig in der Satzung anzugeben (§ 23 Abs. 3 Nr. 3 AktG) und muss auf einen Nennbetrag in Euro lauten (§ 6 AktG). Der Mindest-Nennbetrag des Grundkapitals beläuft sich auf 50.000 Euro (§ 7 AktG), bei der SE sind es 120.000 Euro. Der Anteil am Grundkapital bestimmt sich nach dem Verhältnis des Nennbetrags der Aktien zum Grundkapital. Im Gegensatz hierzu haben Stückaktien keinen Nennbetrag, sondern sind am Grundkapital in gleichem Umfang beteiligt. Auch bei Stückaktien darf der rechnerische anteilige Betrag der Aktie am Grundkapital 1 Euro nicht unterschreiten (§ 8 Abs. 3 Satz 3 AktG).

## Einzahlung
Grundkapital wird erstmals bei Unternehmensgründung oder später bei Kapitalerhöhungen durch die Aktionäre eingezahlt. Ihnen bleibt die Wahl zwischen der üblichen Bareinlage, der selteneren Sacheinlage oder der Sachübernahme. Während die Bareinlage als Regelfall nicht in der Satzung erwähnt zu werden braucht, sind Art und Umfang der Sacheinlage und Sachübernahme satzungsmäßig genau zu beschreiben (§ 27 Abs. 1 AktG). Abgesehen vom Fall des genehmigten Kapitals kann das Grundkapital nur durch Satzungsänderung verändert werden, und zwar durch Kapitalerhöhung oder Kapitalherabsetzung. Eine Unterpariemission (durch Aktienausgabe mit Disagio) ist verboten, um das Grundkapital zu erhalten (§ 9 Abs. 1 AktG), eine Überpariemission mit Agio ist indes zulässig (§ 9 Abs. 2 AktG); der Agio-Betrag ist in die Kapitalrücklage einzustellen (§ 272 Abs. 2 Nr. 1 HGB). Ferner ist zur Erhaltung des Grundkapitals vorgesehen, dass die Einlagen der Aktionäre voll einzuzahlen sind (Ausnahme: ausstehendes Kapital) und den Aktionären weder zurückgezahlt (§ 57 Abs. 1 AktG) noch erlassen werden dürfen (§ 66 AktG). Verkaufen Aktionäre ihre Aktien, bleibt das Grundkapital unverändert, da beim Verkauf ein neuer Käufer zum Aktionär wird und mithin nur die Gesellschafter (Aktionäre) wechseln; das Grundkapital bleibt davon jedoch unberührt.

## Bilanzierung
Das Grundkapital – in der Bilanz als „gezeichnetes Kapital“ bezeichnet – ist Bestandteil des Eigenkapitals der Gesellschaft (§ 152 Abs. 1 AktG, § 266 Abs. 3 A I HGB, § 272 HGB). Aus Gründen der Bilanzklarheit und Bilanzwahrheit hat sich der Gesetzgeber entschieden, das gesamte Eigenkapital bei Kapitalgesellschaften in seine Bestandteile aufzugliedern. Nach § 266 Abs. 3 A HGB besteht das gesamte Eigenkapital aus
- gezeichnetem Kapital (= Grundkapital; A I),
- Kapitalrücklagen (A II),
- Gewinnrücklagen (A III),
- Gewinn- oder Verlustvortrag (A IV) und
- Jahresüberschuss oder -fehlbetrag (A V).

Die Unternehmen sind entsprechend verpflichtet, diese Unterpositionen bei der Bilanzierung zu berücksichtigen.

## Abgrenzungen und betriebswirtschaftliche Bedeutung
Nicht zu verwechseln ist das Grundkapital mit der Marktkapitalisierung, die den derzeitigen Marktwert aller ausgegebenen Aktien zum Börsenkurs eines Unternehmens widerspiegelt. Auch nicht zu verwechseln ist es mit dem Eigenkapital, welches insbesondere auch noch die bilanziellen Reserven umfasst. Die Höhe des Grundkapitals sagt nichts über den Wert des Gesellschaftsvermögens oder die Wirtschaftskraft eines Unternehmens aus.

## Österreich
Das Gesellschaftsvermögen einer AG nennt man Grundkapital oder „Nominale“. Es beträgt in Österreich mindestens 70.000 Euro und ist in Aktien zerlegt. Das Grundkapital wird durch Übernahme der Aktien durch den oder die Gründer aufgebracht. Es  gibt Nennbetragsaktien und Stückaktien (Quotenaktien). Nennbetragsaktien lauten auf einen bestimmten Nennbetrag. Der Mindestnennbetrag einer Aktie liegt bei einem Euro. Höhere Nennbeträge müssen auf volle Euro lauten. Die Aktien dürfen nicht für einen geringeren Betrag als den Nennbetrag ausgegeben werden. Stückaktien verkörpern einen rechnerischen Anteil am Grundkapital. Dieser muss nicht einem glatten Euro-Wert entsprechen.

## Schweiz
Im Schweizerischen Aktienrecht wird das Grundkapital einer Aktiengesellschaft in Aktien- und Partizipationskapital unterteilt. Ersteres ist die Summe der Nennwerte aller emittierter Aktien inklusive der Stimmrechtsaktien. Das Partizipationskapital ist die Summe aller Nennwerte aller emittierter Partizipationsscheine, einer Art stimmrechtsloser Aktien.